# 81diver
81diver (яп. ハチワンダイバー Хати ван дайба:, «81 дайвер») ― японская манга и дорама на тему игры в сёги, написанная и проиллюстрированная Ёкусару Сибатой. С сентября 2006 по июль 2014 года она публиковалась в еженедельном журнале Weekly Young Jump, издаваемом компанией Shueisha, и включала главы, собранные в 35 танкобонов. В этой истории рассказывается о сёгисте Кентаро Сугате, который, потерпев неудачу в карьере профессионала, после поражения от Соё Накасидзу, чемпиона с неожиданной подработкой, решил снова всерьёз отнестись к игре. Название отсылает к прозвищу сёги главного героя, которое происходит от слов его бывшего учителя, который однажды посоветовал ему «нырять» в клетки размером 9 на 9 (81) на доске для игры в сёги.
С мая по июль 2008 года на телеканале Fuji TV транслировалась 11-серийная дорама-адаптация.

## Синопсис
Кэнтаро Сугата не смог принять участие в соревнованиях профессиональной лиги сёги. Тем не менее он продолжает зарабатывать на жизнь игрой в любительских клубах. Его встреча и поражение от игрока по имени Соё Накасидзу, известного как «чемпион Акихабары», шокировали его и, в сочетании с острой нехваткой денег, заставили относиться к сёги более серьёзно.

## Персонажи
Кэнтаро Сугата (яп. 菅田 健太郎 Сугата Кэнтаро) посвящал себя сёги на протяжении 20 лет, но отказался от карьеры профессионального игрока после того, как не смог получить 4-й дан. Он решил стать профессионалом после поражения от «чемпиона Акихабары». После поступления в школу сёги он становится членом Корпуса Мондзи, возглавляемого Модзиямой, наряду с Соё, Домино и Микадо.
Соё Накасидзу (яп. 中静そよ Накасидзу Соё) — 19-летняя сёгистка, известная как «чемпион Акихабары». Она подрабатывает горничной в клубе уборщиц Акихабары. Обладая лучшими навыками игры в сёги из всех персонажей, она одержала 36221 победу подряд, пока не потерпела поражение от Танио. Её семья руководит додзё сеги. С детства её тренировали отец и брат, которым не удалось стать профессиональными игроками в сёги.
Никогами (яп. 二こ神) — бездомный игрок в сёги, которому далеко за 70. Его настоящее имя Синтаро Дзинно (яп. 神野 神太郎 Дзинно Синтаро:); поскольку в его имени есть два иероглифа «бог» (яп. 神), его и прозвали Никогами. Цели Никогами — ловить речную рыбу и продолжать играть в сёги. Старый знакомый Соё.
Дзиро Мондзияма (яп. 文字山 ジロー Мондзияма Дзиро:) — сёгист и мангака. Он рисует мангу под названием «Нарудзо-кун», а также «Введение Нарудзо-куна в сёги».
Сито Кирино (яп. 斬野 シト Кирино Сито) — сёгист и мастер по изготовлению реалистичных кукол из так называемой «смолы Кирино». Гей.

## Медиа

### Манга
81diver, которая была написана и проиллюстрирована Ёкусару Сибатой, издавалась в журнале Weekly Young Jump издательства Shueisha с 7 сентября 2006 года по 17 июля 2014 года. Манга была собрана в 35 танкобонов, которые выходили с 19 декабря 2006 года по 20 августа 2014 года.

### Дорама
С мая по июль 2008 года на телеканале Fuji TV транслировалась 11-серийная дорама-адаптация.

### Видеоигры
| Название                            | Система                | Дата выпуска        |
| ----------------------------------- | ---------------------- | ------------------- |
| 81diver                             | PlayStation 2          | 17 сентября 2009 г. |
| 81diver DS                          | Nintendo DS            | 26 марта 2009 г.    |
| 81diver Wii                         | Nintendo Wii (WiiWare) | 24 марта 2009 г.    |
| 81diver DS Naruzou-kun Hasami Shōgi | Nintendo DS (DSiWare)  | 24 февраля 2010 г.  |
| 81diver DS Story                    | Nintendo DS (DSiWare)  | 17 марта 2010 г.    |

## Награды
81diver заняла первое место в справочнике «Kono Manga ga Sugoi!» за 2008 год в рейтинге «Лучшая сёнэн манга». Манга была одной из работ, рекомендованных жюри на Japan Media Arts Festival в разделе «Манга/Сюжетная манга» в 2007 году. В 2008 году она была номинирована на 12-ю Культурную премию имени Осаму Тэдзуки.